# George Spencer-Brown
George Spencer-Brown, auch George Spencer Brown (Pseudonyme James Keys, Richard Leroy; * 2. April 1923 in Grimsby, Lincolnshire; † 25. August 2016 in Market Lavington nahe Devizes, Wiltshire), war ein britischer Mathematiker, Psychologe, Dichter und Songwriter. Bekanntheit erlangte er vor allem als Autor des einflussreichen Werks Laws of Form, das wichtige Impulse für die mathematische Logik und Philosophie lieferte.

## Biographie
Spencer-Brown studierte an der Universität London und am London Hospital Medical College von 1940 bis 1943. Von 1943 bis 1947 war er bei der Royal Navy (Funker, Nachrichtentechniker, Hypno-Schmerztherapeut; Leutnant 1946).
1947 begann er ein Studium am Trinity College an der University of Cambridge. Er verließ Cambridge 1952, um sein Studium in Oxford fortzusetzen, wo er bis 1958 auch wissenschaftlicher Mitarbeiter war. 1957 veröffentlichte er seine Doktorarbeit über die Wahrscheinlichkeitstheorie mit dem Titel Probability and Scientific Inference. Betreuer der Arbeit war der britische Logiker William Kneale.
Seit 1960 stand Spencer-Brown mit Bertrand Russell in Kontakt. In den 1960er Jahren war er als Ingenieur für die britische Bahn tätig. Es folgte eine mehrjährige Zusammenarbeit mit dem Psychiater Ronald D. Laing auf den Gebieten der Psychotherapie und Kindererziehung.
1976 wurde er Gastprofessor für Mathematik an der University of Western Australia, 1977 für Informatik an der Stanford-Universität, 1980–81 für reine Mathematik an der Universität von Maryland. Seine Vorlesungen befassten sich mit dem Vierfarbenproblem bei Landkarten und mit Formal Arithmetics of Second Order. Spencer Brown war auch militärischer Berater in Washington, D.C. für Codes, Code-Entschlüsselung und Optik.
Spencer-Brown legte 1977 eine Abhandlung vor, in der er den Vierfarbensatz zu beweisen versuchte. Dieser „Beweis“ wurde bislang von der Fachgemeinschaft nicht akzeptiert und nicht einmal als diskutabler Beitrag anerkannt. Im Jahr 2006 veröffentlichte er weiterhin eine Beweisskizze, mit der er die Riemannsche Vermutung in Grundzügen bewiesen zu haben behauptete. Der Autor selbst erkannte jedoch, dass dieser Beweis untauglich war und veröffentlichte 2008 eine zweite Beweisskizze, die einer ganz anderen Argumentationslinie folgte und ebenfalls in Laws of Form erschienen ist. Außerdem versicherte Spencer-Brown auch, nur mit der Annahme imaginärer Wahrheitswerte, wie sie in seinem Kalkül vorgesehen ist, ließen sich die Goldbachsche Vermutung und die Fermatsche Vermutung beweisen. All diese Behauptungen haben dazu geführt, dass Spencer-Brown als Mathematiker nicht mehr ernst genommen wurde, zumal das Vierfarbenproblem und die Fermatsche Vermutung auch ohne Spencer-Browns Kalkül bewiesen wurden.
Spencer-Brown war während seiner Studentenzeit in Cambridge ein Half-Blue im Schach (d. h. ein ausgezeichneter Schachspieler beim Universitätswettbewerb), hielt außerdem zwei Weltrekorde im Segelfliegen und war Sportkorrespondent beim Daily Express.

## Laws of Form
Hauptwerk Spencer-Browns sind die Laws of Form (deutsch: Gesetze der Form) aus dem Jahr 1969. Es behandelt klassische Probleme der Logik in einer heute unüblichen Herangehensweise. Das Besondere ist, dass Spencer-Brown für seine „Gesetze“ lediglich zwei verschiedene Zeichen benutzt: zum einen das bekannte Gleichheitszeichen, zum anderen eine Art Negations- oder Abgrenzungs-Operator. Das Buch ist unter Experten umstritten: Die einen betrachten es als genial, andere als zwar originell, aber vom Erkenntniswert banal, weil es lediglich eine operationale Umformulierung der Aussagenlogik darstelle. Tatsächlich folgt der Kalkül früheren Versuchen von Charles Sanders Peirce und Maurice Sheffer, die Boolesche Algebra mit nur einem Zeichen zu schreiben. Spätere Arbeiten von Peirce, zunächst entitative, dann existentielle Graphen zu schreiben, mit denen dieses Ziel weiterverfolgt werden konnte, blieben Spencer-Brown nach eigener Aussage unbekannt. 
Die Originalität des von Spencer-Brown in den Laws of Form entwickelten Calculus of Indications liegt in der Einführung des unmarked state und der Entdeckung seiner Bedeutung. Erst mit dem unmarked state wird der Kalkül selbstreferenz- und paradoxietauglich. Auf dem Umweg über the void führt die Form der Unterscheidung zurück auf den Beobachter, der die Unterscheidung trifft. Dabei wird die Unterscheidung – und mit ihr der Beobachter – jedoch zugleich, was sie nicht ist, eine Referenz auf die Ununterscheidbarkeit als Voraussetzung jeder Unterscheidung. Die Laws of Form haben unter anderem das Denken der Wissenschaftler Heinz von Foerster, Louis Kauffman, Niklas Luhmann, Humberto Maturana und Francisco Varela beeinflusst und geprägt.

### Form
Spencer-Brown definiert den englischen Begriff „form“ als Einheit aus einer umschließenden Unterscheidung mit deren Innen- und Außenseite im dadurch hervorgebrachten Raum der Unterscheidung. Unter Verwendung einer solchen Unterscheidung kann man danach nur die Innenseite benennen, die Außenseite und die Unterscheidung selbst bleiben unbenannt.

### Unmarked Space
Der Autor beschreibt in den Laws of Form auch das Beobachterdilemma: Jede von einem Beobachter getroffene Beobachtung, somit Unterscheidung, impliziert demnach eine zweite Unterscheidung: Die erste ist die Unterscheidung des jeweils beobachteten Gegenstands (indication) – die zweite die Unterscheidung der mit der ersten Unterscheidung implizit getroffenen Unterscheidung (distinction) des marked state von einem unmarked state.
Eine solche Beobachtung der Beobachtung wird auch „re-entry“ genannt und ist als Theoriefigur universell, über die Mathematik hinaus, einsetzbar. Sie wird etwa bei dem Soziologen Niklas Luhmann als Wiedereintritt in die Unterscheidung zu einer zentralen Theoriefigur der luhmannschen Systemtheorie.
Fünf Jahre vor der Publikation der Laws of Form erzählt Italo Calvino in seiner Kurzgeschichte Un segno nello spazio die Geschichte eines sich in seine eigenen Markierungen verwickelnden Beobachters, namens Qfwfq, die sich wie ein literarisches Experiment zu den epistemologischen Grundlagen (und Gefahren) einer Beobachtung zweiter Ordnung liest.
- Siehe auch: Gesetze der Form#Unmarked Space

## Liebesbriefe
Zwei Jahre später schrieb Spencer-Brown unter dem Pseudonym James Keys Only two can play this game (deutsch: Dieses Spiel geht nur zu zweit). Im Kontrast zu den Gesetzen der Form handelt es sich hierbei um ein Buch über die Liebe. Er schrieb es nach einer zerbrochenen Liebesbeziehung zu einer jungen Studentin. Es ist zu fast einem Drittel ein offener Liebesbrief aus zwölf Gedichten und Geschichten an die ehemalige Freundin. Brown selbst sagt über das Buch: „In den Gesetzen der Form habe ich versucht, soweit ich es konnte, die männliche Seite der Dinge zu beschreiben, ebenso wie ich in diesem Buch versuche, soweit es meine begrenzten Fähigkeiten erlauben, etwas über die weibliche Seite zu sagen.“

## Zitate
„Eine Aussage kann nicht nur wahr, falsch oder sinnlos sein, sondern auch imaginär.“

„Es gibt ein Spiel, das Kinder spielen, wenn die Flut kommt. Sie bauen um sich herum eine vermeintlich undurchdringliche Sandmauer, um das Wasser so lange wie möglich draußen zu halten. Natürlich sickert das Wasser von unten durch und irgendwann durchbricht es die Mauer und überflutet alle. Erwachsene spielen ein ähnliches Spiel. Sie umgeben sich mit einer vermeintlich undurchdringlichen Mauer aus Argumenten, um die Wirklichkeit draußen zu halten. Doch die Wirklichkeit sickert von unten durch, durchbricht irgendwann die Mauer und überflutet uns alle.“

„Es ist ein Zeichen der kolossalen Vorliebe unserer Kultur für das männliche Prinzip, daß wir meinen, wir können jedes ernsthafte Stück Literatur entkräften, indem wir es mit Argumenten widerlegen.“

## Schriften
- Laws of Form – Gesetze der Form. Bohmeier, Lübeck 1997, ISBN 3-89094-321-7.
- Wahrscheinlichkeit und Wissenschaft. 1996, ISBN 3-927809-42-X (die zweite Auflage dieses Titels erschien 2008).
- Dieses Spiel geht nur zu zweit. (Orig.: Only Two Can Play This Game.) Bohmeier, Lübeck 1994, ISBN 3-89094-288-1.
- A Lion’s Teeth – Löwenzähne. Bohmeier, Lübeck, ISBN 3-89094-287-3.
- Autobiography – Volume 1. Infancy and childhood. Bohmeier, Lübeck 2004, ISBN 3-89094-355-1 (englisch).